# Hertogdom Bourgondië
Het hertogdom Bourgondië was tussen 918 en het einde van de 15e eeuw een in hoge mate zelfstandig gebied binnen het Koninkrijk Frankrijk. Het Hertogdom Bourgondië bereikte zijn hoogtepunt in het midden van de vijftiende eeuw, maar werd enkele decennia later ingelijfd door de koning van Frankrijk.
In de vijftiende eeuw vormde het hertogdom de kern van het Bourgondische Rijk, dat bestond uit een groot aantal verenigde gewesten, zowel in Frankrijk als in het Heilige Roomse Rijk.

## Ontstaan
Na de nederlaag van Gundomar II tegen Lotharius en Childebert in 534 werd het voormalige koninkrijk der Bourgondiërs een deel van het Frankische Rijk. Het behield wel een aparte status, want de oude wetten van het land bleven van kracht. Langzaamaan verwaterde het onderscheid tussen Franken en Bourgondiërs en assimileerden beide volken geleidelijk in de omringende Latijnsprekende bevolking. Dit Bourgondische deel van het Frankische Rijk situeerde zich in de hele Rhônevallei, voornamelijk de voormalige regio Rhône-Alpes en de huidige regio Provence-Alpes-Côte d'Azur. Bij het Verdrag van Verdun viel het kleinere noordwestelijke deel van Bourgondië in West-Francië en het overige deel, Opper-Bourgondië en Neder-Bourgondië in het Middenrijk.
Het noordwestelijke of "Franse" deel van Bourgondië werd een hertogdom onder de Franse kroon in 918, toen de Franse koning Karel III de titel van Hertog van Bourgondië verleende aan zijn raadsman en grootoom Richard van Autun. In 1004 werd Bourgondië geannexeerd door Robert II van Frankrijk. De laatste hertog, Otto-Willem, moest afstand doen van zijn titel. Bourgondië werd in naam weer onafhankelijk in 1032, na een ruzie tussen koning Hendrik I van Frankrijk en zijn broer Robert I Capet. Robert moest genoegen nemen met de titel hertog van Bourgondië.

## Huis Valois
Het Huis Capet in het hertogdom eindigde met de dood van 15-jarige Filips I van Bourgondië in 1361, die geen kinderen naliet. Karel de Slechte, kleinzoon van Lodewijk X van Frankrijk, koning van Navarra eiste nu de titel op, maar dit was onacceptabel voor de koning van Frankrijk: Navarra steunde Engeland, Eduard III van Engeland, in de nu woedende Honderdjarige Oorlog tussen Engeland en Frankrijk. De Franse koning Jan II schonk de titel aan zijn zoon Filips de Stoute, waarmee het huis van Valois begon. Filips trouwde met Margaretha van Male erfgenaam van het graafschap Vlaanderen, graafschap Artesië, graafschap Rethel, graafschap Nevers en vrijgraafschap Bourgondië.

## Bourgondische Rijk in de 15e eeuw

### Jan zonder Vrees
Onder Filips en diens zoon Jan zonder Vrees werd Bourgondië, de jure een vazal van de Franse koning, een bedreiging voor de Franse troon. Karel VI, kleinzoon van Jan II, was krankzinnig, en Filips, als lid van het Franse koninklijke huis Valois, eiste nu de Franse troon op. Zijn voornaamste tegenstrever was Lodewijk I van Orléans, een jongere broer van Karel VI. In 1407 vermoordde Jan zonder Vrees Lodewijk, en alhoewel Jan absolutie verkreeg van Karel VI, waren de relaties niet hersteld.
De Engelse koning Hendrik V sloot in het geheim een verbond met Jan zonder Vrees, waarbij deze beloofde de Franse koning niet bij te staan op het slagveld waartoe hij, als Franse vazal, eigenlijk verplicht was. Bij de slag bij Azincourt waren Bourgondische troepen dan ook afwezig. Het Franse leger werd vernietigd. In 1418 veroverden Bourgondische troepen onverwacht Parijs, maar de dauphin Karel VII wist te ontsnappen. Karel de Waanzinnige werd door Bourgondië onder druk gezet om niet Karel VII, maar de zoon van Hendrik V als troonopvolger te erkennen. Hiermee werd de troon van Frankrijk aan Engeland vergeven.

### Filips de Goede
In 1419 werd Jan zonder Vrees op 10 september vermoord door troepen van de dauphin, maar dit kon niet voorkomen dat op 6 november 1429 niet Karel VII, maar de jonge Hendrik VI van Engeland de Franse troon kreeg. Jans zoon Filips de Goede was nu hertog van Bourgondië, en met diplomatieke zetten wist deze de vrede te bewaren met de troepen van de dauphin en Engeland.
Filips wist zijn rijk uit te breiden met delen van de Lage Landen. Onder Filips de Goede werd de Bourgondische macht gecentraliseerd in de rijke en economisch belangrijke Lage Landen, nadat in 1430 ook het Hertogdom Brabant definitief in Bourgondische handen overging na de dood van zijn neef, hertog Jan IV van Brabant. Tegen 1451 omvatte het Bourgondische gebied de Lage Landen met uitzondering van Friesland, Gelre, en ook zonder de prinsbisdommen Luik, Utrecht en een aantal kleinere gebieden die nooit tot de Zeventien Provinciën zullen behoren. Gelre en Utrecht waren toen al vazallen en ook Luxemburg kwam onder Bourgondische controle, en in het huidige Frankrijk ook Artesië, Picardië, delen van Lotharingen, naast uiteraard het oude kern-Bourgondië. De hertogen waren nu op het toppunt van hun macht.

#### Bestuursorganen
Met Filips de Goede begon een Bourgondische centralisatiepolitiek. Er werd een eenheidsmunt ingevoerd en de centrale instellingen werden uniform voor alle gewesten. Naast de vorst was er een Hofraad die zijn persoonlijk adviesorgaan was. Deze hofraad kreeg geleidelijk aan ook politieke macht. De Rekenkamer waakte over de financiën en de Grote Raad van Mechelen kreeg de rechterlijke macht. Om deze functies in te vullen werd gebruikgemaakt van ambtenaren. In 1464 richtte hij eveneens de Staten-Generaal der Nederlanden op.

### Karel de Stoute

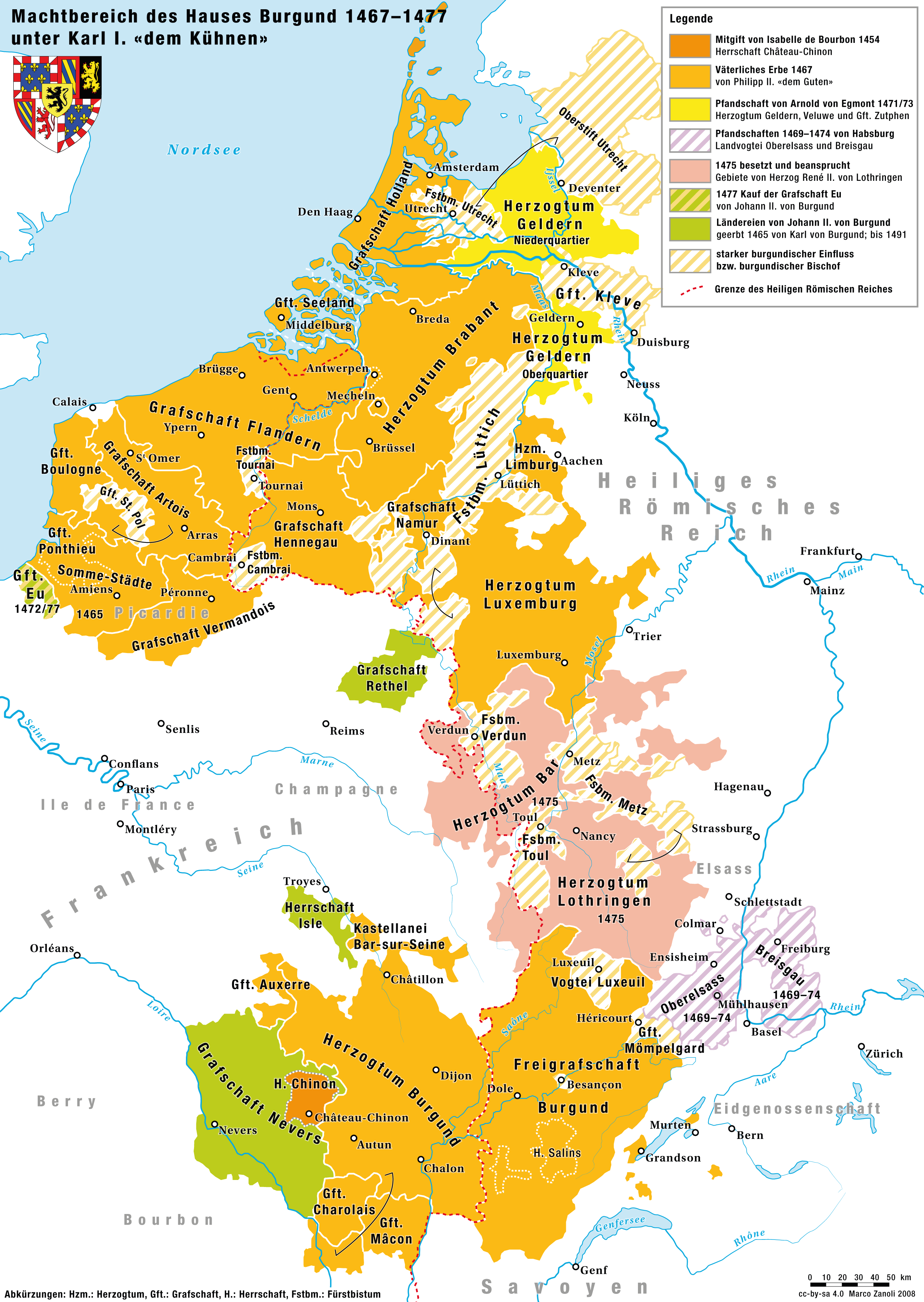
Het Bourgondische rijk in 1477

Filips' zoon Karel de Stoute probeerde zijn bezittingen nog verder uit te breiden met diplomatieke en militaire middelen. Deze Bourgondische Oorlogen verliepen aanvankelijk voorspoedig en in 1473 zou Karel de Stoute tot koning van Lotharingen gekroond worden door de Duitse keizer, maar dit ging op het laatste moment niet door. Hierdoor zou er opnieuw een koninkrijk Lotharingen ontstaan zijn als opvolger van het Frankische Middenrijk (weliswaar als onderdeel van het Duitse keizerrijk).
Vier jaar later (in 1477) sneuvelde Karel echter in de laatste slag van de Bourgondische Oorlogen (Slag bij Nancy) tegen Lotharingen en Zwitserland. De koning van Frankrijk, Lodewijk XI van Frankrijk, zoon van Karel VII, maakte van de gelegenheid gebruik om grote delen van het rijk, waaronder Bourgondië (hertogdom en vrijgraafschap) zelf, in te lijven tijdens de Bourgondische Successieoorlog.

### Bourgondische successieoorlog
Karels dochter Maria van Bourgondië was nu erfgename van de Lage Landen, en haar hand werd door velen gezocht. De Franse koning Lodewijk XI hoopte dat zij zou huwen met zijn zoon Karel, om zo ook de Lage Landen in te kunnen lijven. Maar Maria trouwde in 1477 met de Oostenrijkse aartshertog Maximiliaan. De Bourgondische landen, zonder hertogdom Bourgondië zelf (Vrede van Atrecht (1482)), kwamen in Habsburgs bezit. Artesië en Vlaanderen bleven formeel deel van Frankrijk, maar Habsburger Filips de Schone kreeg (als graaf) het dagelijkse beheer in handen, net zoals de Bourgondische hertogen voordien.
Het Habsburgse Bourgondië, dat wil zeggen: de Bourgondische Nederlanden en, vanaf 1493, samen met  het Vrijgraafschap Bourgondië, ook Franche-Comté genoemd, vormden van 1512 gezamenlijk de Bourgondische Kreits van het Heilige Roomse Rijk en zou in 1543 ook het hertogdom Gelre en Friesland verwerven, waarmee de Zeventien Provinciën onder één heerser kwamen. Keizer Karel V liet op 2 januari 1522 de rechten van Frankrijk over Vlaanderen en Artesië opheffen. Hierdoor werd de eeuwenoude grens tussen Oost- en West-Francië aangepast aan de realiteit die sinds 1384 bestond.
In naam bleef Bourgondië bestaan, maar het zou geen belangrijke rol meer spelen; het werd de oude provincie en de voormalige regio Bourgogne, nu een deel van de regio Bourgogne-Franche-Comté.